# M/S Stockholm (1938)
M/S Stockholm var ett fartyg som beställdes 1938 av Svenska Amerika Linien.

## Historia
Den 19 december 1938 utbröt en brand ombord på fartyget, troligen på grund av kortslutning. Vissa delar kunde tas till vara men i övrigt skrotades fartyget. Fartyget skulle ha levererats till S.A.L. i mars 1939.